# S. Otis Bland

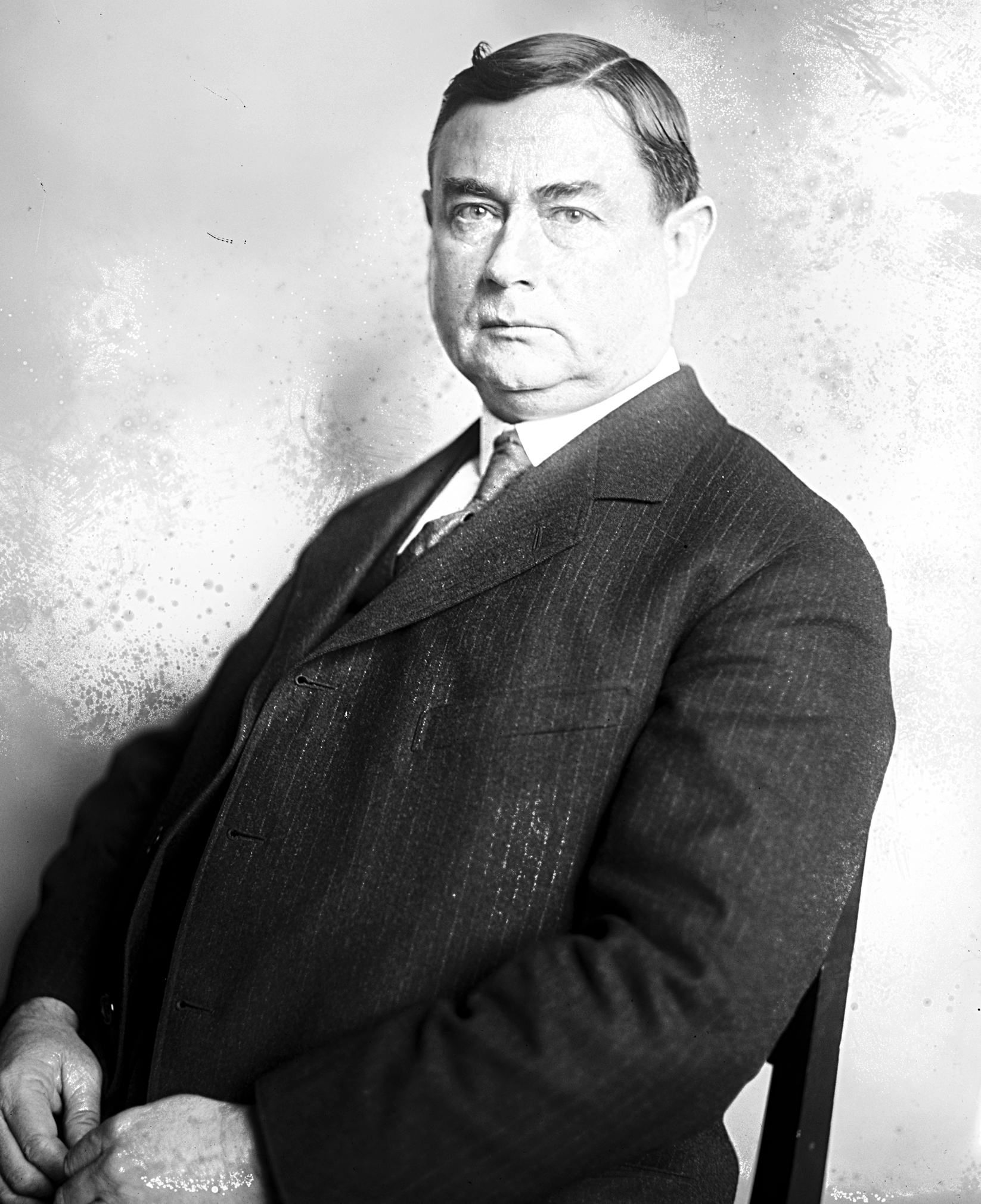
S. Otis Bland

Schuyler Otis Bland (* 4. Mai 1872 bei Gloucester, Gloucester County, Virginia; † 16. Februar 1950 in Bethesda, Maryland) war ein US-amerikanischer Politiker. Zwischen 1918 und 1950 vertrat er den Bundesstaat Virginia im US-Repräsentantenhaus.

## Werdegang
Otis Bland besuchte die Gloucester Academy und danach das College of William & Mary in Williamsburg. Nach einem Jurastudium und seiner Zulassung als Rechtsanwalt begann er in diesem Beruf zu arbeiten. Zeitweise war er auch als Lehrer tätig. Gleichzeitig schlug er als Mitglied der Demokratischen Partei eine politische Laufbahn ein.
Nach dem Tod des Abgeordneten William Atkinson Jones wurde Bland bei der fälligen Nachwahl für den ersten Sitz von Virginia als dessen Nachfolger in das US-Repräsentantenhaus in Washington, D.C. gewählt, wo er am 2. Juli 1918 sein neues Mandat antrat. Nach 16 Wiederwahlen konnte er bis zu seinem Tod am 16. Februar 1950 im Kongress verbleiben. In dieser Zeit endete der Erste Weltkrieg. Von 1933 bis 1941 wurden die New-Deal-Gesetze der Bundesregierung unter Präsident Franklin D. Roosevelt im Kongress verabschiedet. Seit 1941 war auch die Arbeit des Parlaments von den Ereignissen des Zweiten Weltkrieges und dessen Folgen geprägt. Bland erlebte auch noch den Beginn des Kalten Krieges. Während seiner Zeit im Kongress wurden der 18., 19., der 20 und der 21. Verfassungszusatz ratifiziert. Zwischen 1933 und 1947 war Bland Vorsitzender des Ausschusses für die Handelsmarine und Fischerei.
Die United States Maritime Administration (MARAD) benannte das Stückgutschiff Schuyler Otis Bland nach dem verstorbenen Politiker.